# Ельче Ілісітано
«Е́льче Ілісітано» (ісп. Elche CF Ilicitano) — іспанський футбольний клуб з Ельче. Фарм-клуб «Ельче». Заснований 1932 року під назвою «Ілісітано». Домашні матчі проводить на стадіоні «Сьюдад Депортіво», який вміщує 1 500 глядачів.
Найкращим результатом є 16-те місце в Сегунді в сезонах 1968/69, 1969/70.

## Колишні назви
- 1932—1941 — «Ілісітано»
- 1941—1992 — «Депортіво Ілісітано»
- 1992—2005 — «Ельче B»
- 2005 — «Ельче Ілісітано»

## Досягнення
- Переможець Терсери: 1967/68, 1998/99, 2012/13